# Жорж Дантон
Дантон пренасочва насам.  За филма вижте Дантон (филм).
Жорж Жак Дантон (на френски: Georges Jacques Danton) е френски оратор, държавник и политик, една от водещите фигури на Великата френска революция.

## Биография
Роден в малкото селище Арси сюр Об на 26 октомври 1759 г. Син на прокурор. Жени се по щастливо стечение на обстоятелствата за дъщерята на заможен човек. Получава важен заем, който му позволява да си осигури добро социално положение и да води благоприятен живот. След като става адвокат, се мести в Париж, където създава и става водач на корделиерите в началото на революционния процес. Придобива слава благодарение на доброто си ораторство и реторика. Член на Парижката комуна, той помага за подготвянето и организирането на преврата от август 1792 (атаката срещу Тюйлери) и поражението на монархията. В новата република той става министър на правосъдието и фактически оглавява Временния Изпълнителен Съвет. Член на Конвента, той ръководи първия Комитет за обществено спасение (април – 10 юли 1793), създаден от Конвента като главен управляващ орган на Франция.
Когато Франция е подложена на чуждестранна интервенция, Дантон организира отбраната на държавата и започва да води външна помирителна политика, като се опитва да намери дипломатическо, мирно решение на споровете с другите европейски монархии, но не постига успех. Поради това, той не е включен (юли 1793) в новия Комитет за обществено спасение и тогава се оттегля от столицата. Неговият бивш съдружник Максимилиан Робеспиер заема мястото му. Завръща се в Париж през ноември, когато са разкрити финансови спекулации и скандали, въвличащи неговите поддръжници и приятели, че приемат подкупи от монархистите. Може би за да им помогне, той настоява за отслабване на извънредните мерки, особено режима на революционен терор и напада диктатурата на Комитета. Скоро след като Комитетът елиминира екстремистите, водени от Жак-Рене Ебер, той се обръща срещу Дантон и „индулгентите“, т.е. центристи. На 30 март 1794 г. Дантон, Камий Демулен и техни последователи са задържани и обвинени в заговор за преврат и сваляне на правителството. Дантон е гилотиниран в Париж на 5 април 1794.
Съществуват много спорове относно неговия характер, особено между Алфонс Олард, който го защитава като голям държавник и патриот, и Албърт Матиас, който го разглежда като демагог и корумпиран политик.

## Памет
На Жорж Дантон е наречена улица в кварталите „Надежда I“ и „Надежда II“ в София (Карта).